# Lispe aurocochlearia
Lispe aurocochlearia este o specie de muște din genul Lispe, familia Muscidae, descrisă de Seguy în anul 1950.
Este endemică în Niger. Conform Catalogue of Life specia Lispe aurocochlearia nu are subspecii cunoscute.